# Сабине Апелманс
Сабине Апелманс (на нидерландски: Sabine Appelmans произношение) е бивша белгийска тенисистка. След приключване на състезателната си кариера става капитан на отбора на Белгия за Фед Къп от февруари 2007 година.

## Кариера
Започва да тренира тенис на 7-годишна възраст, като въпреки че не е левичарка играе с лява ръка.
В турнирите от Големия шлем най-доброто ѝ постижение на сингъл е четвъртфинал на Откритото първенство на Австралия през 1997 г., който губи от Мери Пиърс с резултат 1-6, 6-4, 6-4. В турнирите на двойки през същата година достига до полуфинал на Уимбълдън като с Мириам Ореманс губят от водачките в световната ранглиста Джиджи Фернандес и Наташа Зверева. Върховото ѝ класиране на сингъл в световната ранглиста за жени е 16-о място.
От турнирите на WTA има 7 титли на сингъл и 4 на двойки.

## Награди
Сабине Апелманс е избрана за спортист на годината в Белгия за 1990 и 1991 г. През 1994 и 1995 г. е номинирана за Награда „Карън Кранцке“ за спортсменство.

## WTA Tour Титли (11)
| Легенда          |
| Голям шлем       |
| Шампионат на WTA |
| Първа категория  |
| WTA Tour         |

### Сингъл (7)
| №  | Дата       | Турнир                         | Настилка   | Съперник         | Резултат            |
| 1. | 03.11.1991 | Скотсдейл, САЩ                 | Твърда     | Чанда Рубин      | 7–5, 6–1            |
| 2. | 10.11.1991 | Нашвил, САЩ                    | Твърда (з) | Катрина Адамс    | 6–2, 6–4            |
| 3. | 19.04.1992 | Патая Оупън, Тайланд           | Твърда     | Андреа Стрнадова | 7–5, 3–6, 7–5       |
| 4. | 13.02.1994 | Дженерали Лейдис Линц, Австрия | Килим (з)  | Майке Бабел      | 6–1, 4–6, 7-6(3)    |
| 5. | 17.04.1994 | Патая Оупън, Тайланд           | Хард       | Пати Фендик      | 6-7(5), 7-6(5), 6–2 |
| 6. | 30.04.1995 | Загреб, Хърватия               | Клей       | Силке Майер      | 6–4, 6–3            |
| 7. | 03.03.1996 | Дженерали Лейдис Линц, Австрия | Килим (з)  | Хелена Сукова    | 6–4, 7–5            |

### Двойки (4)
| №  | Дата       | Турнир                   | Настилка  | Партньор       | Съперници                      | Резултат      |
| 1. | 20.02.1994 | Париж, Франция           | Килим (з) | Лоранс Куртоа  | Мери Пиърс Андреа Темешвари    | 6–4, 6–4      |
| 2. | 15.02.1998 | Париж, Франция           | Килим (з) | Мириам Ореманс | Анна Курникова Лариса Нейланд  | 1–6, 6–3, 7–6 |
| 3. | 21.06.1998 | Хертогенбош, Нидерландия | Трева     | Мириам Ореманс | Каталина Кристя Ева Мелихарова | 6–7, 7–6, 7–6 |
| 4. | 21.05.2000 | Антверпен, Белгия        | Клей      | Ким Клейстерс  | Дженифър Хопкинс Петра Рампре  | 6–1, 6–1      |